# Kantonale Volksabstimmung «Beschaffung, Aufbau und Betrieb des Funknetzes Polycom»
Die Kantonale Volksabstimmung «Beschaffung, Aufbau und Betrieb des Funknetzes Polycom» war eine Volksabstimmung im Schweizer Kanton Luzern, die am 29. November 2009 stattfand. Inhalt der Abstimmung war die Einführung eines Rettungsfunk, welcher in der Beschaffung und dem Aufbau rund 26,5 Millionen Kosten verursacht.

## Hintergründe und Inhalt
Das zum Zeitpunkt der Volksabstimmung aktive Funknetz für den Rettungsdienst galt als veraltet und musste erneuert werden. Dies zeigte sich bereits während der Hochwasser-Katastrophe im Jahr 2005. Andere Kantone setzten dabei auf das Funksystem Polycom. Im Juli 2009 waren es:
- 11 Kantone mit Polycom im Betrieb
- 11 Kantone mit Polycom im Aufbau
- 4 Kantone mit Polycom in Planung

In Bezug auf die sechs Luzerner Nachbar-Kantone gab es je zwei die Polycom in Betrieb hatten, im Aufbau waren oder in Planung waren. Die Entscheidung ebenfalls auf Polycom zu setzen drängte sich also auf und wurde in vom Luzerner Kantonsrat mit 95 zu 0 Stimmen angenommen. Die Kosten für die Beschaffung und Aufbau wurden auf 41,5 Millionen Franken berechnet, die im Detail beinhalten:
- 28 Basisstationen
- 9 Richtfunk Umsetzer
- 1200 Handfunkgeräte
- 200 Mobilfunkgeräte
- 150 Fixgeräte

Mit 15 Millionen Franken würde sich der Bund an den Kosten beteiligen. Dem Kanton bleiben die restlichen 26,5 Millionen Franken zur Beschaffung und dem Aufbau, sowie jährlichen 1,4 Millionen Franken für den Betrieb. Mit der Volksabstimmung wurde über die Bewilligung des Sonderkredits abgestimmt.

## Abstimmungsergebnis
Die Wahlbeteiligung lag mit etwa 52 % in allen Luzernern Ämtern gleichauf. Mit 72,00 % erreichte das Amt Luzern den höchsten und das Amt Willisau mit 62,49 % den tiefsten Ja-Stimmen-Anteil. Somit wurde die Abstimmungen mit einem Total von 69,25 % von allen fünf Ämtern angenommen.
| Amt       | Stimmbeteiligung | Ja (Anzahl) | Nein (Anzahl) | Ja (Prozent) | Nein (Prozent) | Annahme |
| --------- | ---------------- | ----------- | ------------- | ------------ | -------------- | ------- |
| Entlebuch | 52,79 %          | 4'526       | 2'275         | 66,55 %      | 33,45 %        | Ja      |
| Hochdorf  | 51,47 %          | 14'426      | 6'459         | 69,07 %      | 30,93 %        | Ja      |
| Luzern    | 51,49 %          | 41'033      | 15'951        | 72,00 %      | 28,00 %        | Ja      |
| Sursee    | 53,10 %          | 16'632      | 7'675         | 68,42 %      | 31,58 %        | Ja      |
| Willisau  | 52,56 %          | 10'588      | 6'356         | 62,49 %      | 37,51 %        | Ja      |
| Total (5) | 52,01 %          | 87'205      | 38'716        | 69,25 %      | 30,75 %        | Ja      |